# Reghiu (gmina)
Reghiu – gmina w Rumunii, w okręgu Vrancea. Obejmuje miejscowości Farcaș, Jgheaburi, Piscu Reghiului, Răiuți, Reghiu, Șindrilari, Ursoaia i Valea Milcovului. W 2011 roku liczyła 2126 mieszkańców.